# Давыдов, Алексей Иосифович
Алексе́й Ио́сифович Давы́дов (19 августа 1907, Климовичи — 20 октября 1963, Киев) — советский партийный и хозяйственный деятель, председатель исполнительного комитета Киевского городского совета депутатов трудящихся в 1947—1963 годах.

## Биография
Алексей Давыдов родился в 1907 году в местечке Климовичи (ныне — Могилёвская область, Беларусь). С 13 лет начал работать слесарем в родном городе, в середине 1920-х годов работал на Краматорском машиностроительном заводе. В 1927 году вступил в ВКП(б). По направлению общественных организаций в 1928 году поступил в Киевский индустриальный институт по специальности «инженер-механик». По окончании института работал в Киеве на заводе «Красный экскаватор» — мастером, начальником цеха. В 1938 году Алексея Давыдова избрали первым секретарем Октябрьского райкома КП(б)У города Киева. Во время Великой Отечественной войны Алексей Давыдов участвует в обороне Киева (комиссар правого сектора обороны), с 1942 года — на партийно-политической работе в составе армий Южного фронта.
После освобождения Киева с 6 ноября 1943 года Давыдов работал третьим секретарём Киевского горкома КП(б)У. Впоследствии второй секретарь Киевского горкома КП(б)У. С декабря 1947 по 20 октября 1963 года занимает должность председателя исполкома Киевского городского совета депутатов трудящихся. При нём вышла в эфир первая передача Киевского телецентра, был построен мост им. Патона, а в новом здании начал работу цирк, были открыты первая линия метрополитена и аэропорт Борисполь.
Считается одним из виновников Куренёвской трагедии — прорыва в марте 1961 года дамбы в Бабьем Яру, в результате чего погибло (по официальным данным) 145 человек.
Умер 20 октября 1963 года. Скоропостижная смерть вызвала появление слухов о самоубийстве, но родные и коллеги Давыдова это отрицают. По словам его заместителя Владимира Гусева, причиной смерти стал сердечный приступ. Похоронен на Байковом кладбище (участок № 2), где его могилу некоторое время охраняли, защищая от осквернения.
В 1964 году в его честь в Киеве назван бульвар на Русановке, который в 2016 году был переименован в бульвар Игоря Шамо.

## Критика
Председатель Госплана УССР А. Барановский написал секретарю ЦК КП(б)У Л. Мельникову и председателю Совмина УССР Д. Коротченко:

Не вникая глубоко в работу промышленности, коммунальных предприятий и социально-культурных учреждений города, председатель и члены Горисполкома руководят городским хозяйством формально, без знания дела, отставая от требований города

## Награды
- орден Ленина (23.01.1948)
- орден Красной Звезды (Приказом ВС Черноморской группы войск Северо-Кавказского фронта №: 55/н от: 12.03.1943 зам. командующего БТ и МВ Черноморской группы майор Давыдов награждён за приведение частей ЧВГ в боевой порядок и подлинно большевистскую работу по поддержанию воинского духа)[4]